# Jiří Cipra
Jiří Cipra (2. listopadu 1956 Žacléř – 7. dubna 2018) byl český jezdec a chovatel koní.

## Život
Narodil se v podkrkonošském Pilníkově rodičům, kteří tam byli vysláni osidlovat české pohraničí a pracovali jako zootechnici. Tam se stal poprvé členem jezdeckého oddílu. Studoval Střední zemědělskou technickou školu obor veterinární v Hradci Králové - Kuklenách.

### Sportovní kariéra
Věnoval se jezdeckému sportu, zejména všestrannosti. Dvakrát byl mistrem republiky (1996 a 1999, vždy s hřebcem Tristan), reprezentoval na mistrovství Evropy 1995 v italském Pratoni del Vivaro.
Zároveň působil v chovu koní, nejprve v Národním hřebčíně ve Slatiňanech, poté od roku 1993 ve svém vlastním jezdeckém středisku Pastviny v Pilníkově jako trenér a také chovatel, a to ve spolupráci se Zemským hřebčincem v Písku. Mezi koňmi, které vyprodukoval, byl i mistr republiky v drezuře Darwin nebo mistr republiky ve všestrannosti Doven, oba po hřebci Diktant slatiňanský (ve sportu startoval v sedle s Ciprou pod jménem Tristan).

### Zranění
27. června 2008 Cipra spadl z koně Dar Chury na závodech v polské Strzegomi. Poranil si páteř, utrpěl frakturu dvou obratlů v krční oblasti s poškozením míchy. Následkem úrazu ochrnul.
Nemohl již pokračovat ve sportovní kariéře, ale po několika operacích a dlouhém zotavném pobytu v nemocnici se vrátil do Pastvin a znovu se zapojil do chovatelské činnosti. Za svou vytrvalost a odhodlání překonat překážky, stejně jako za předchozí vynikající sportovní výsledky, byl několikrát oceněn, např. titulem Osobnost výstavy Kůň v Lysé nad Labem (2012) nebo spolu s celou rodinou oceněním při Královéhradeckých krajských dožínkách (2013).

## Rodina
Byl ženatý (manželka Vladislava), spolu měli tři syny, Martina, Štěpána a Viktora.